# Baie des Épaves
Baie des Épaves är en vik i Antarktis. Den ligger i Östantarktis. Frankrike gör anspråk på området.